# Освітній фонд Джеймса Ренді
Освітній Фонд Джеймса Ренді (англ. James Randi Educational Foundation, JREF) — приватний освітній фонд, створений Джеймсом Ренді. Займався дослідженнями і науковою перевіркою так званих «паранормальних явищ». Після виходу Ренді на пенсію в 2015 році фонд став займатися тільки видачею невеликих ґрантів.

## Історія
Фонд був створений в 1996 році колишнім ілюзіоністом Джеймсом Ренді, відомим в США науковим скептиком, який багато років займався викриттям різного роду містифікацій, пов'язаних з містикою, чудесами, надприродними явищами, екстрасенсорними здібностями, НЛО тощо.
Діяльність фонду пов'язана з пропагандою скептицизму і наукових принципів пізнання як основи світогляду. Фонд підтримує освітні програми, спрямовані на формування наукового світогляду, видає літературу і різні матеріали з цієї тематики, надає допомогу в створенні відповідних навчальних програм.
Фонд щорічно виплачує премії загальним розміром в декілька тисяч доларів США американським студентам за найкращі роботи, які демонструють науковий потенціал автора і додавання критичного підходу до обраного ним наукового напрямку.

## Премія
Фонд Джеймса Ренді відомий тим, що офіційно гарантує премію будь-кому, хто зможе продемонструвати паранормальні здібності в умовах коректно поставленого експерименту. Спочатку пропонувалася премія в 1000 дол. пізніше — в 10 000 (з власних коштів Ренді), а з 2002 року, завдяки пожертві невідомої приватної особи фонд підняв розмір премії до 1 млн дол.

У вступній частині пропозиції говорилося:
JREF виплатить премію в сумі 1 000 000 (один мільйон) доларів США будь-якій особі, яка продемонструє будь-які екстрасенсорні, надприродні або паранормальні здібності в умовах коректного експерименту. Така демонстрація повинна бути проведена в рамках правил і обмежень, описаних в цьому документі.
Жоден претендент не зміг домогтися отримання цієї премії, хоча охочих було досить багато — заявки на тестування подавали близько 50 осіб на рік. Одним з перших дослідів тестування була перевірка групи людей, які оголосили себе лозоходцями і стверджували, що можуть знаходити під землею воду. Тестування жоден претендент не пройшов.
Неодноразові спроби Ренді залучити до тестування широко відомих «екстрасенсів» і «магів» успіхом не увінчалися. Від його пропозицій відмовився, зокрема, ізраїльський екстрасенс Урі Геллер, що прославився вмінням гнути ложки поглядом і зупиняти і запускати годинники на відстані, французький гомеопат Жак Бенвеніст, спірітуаліст з Аризони Гері Шварц, що демонстрував у телешоу спілкування з померлими. Ухилилася від тестування екстрасенс Сільвія Браун, яка заявила з телеекрана, що легко зможе отримати премію фонду Ренді.
Приблизно з 2007 року подавати заявку на тестування могли тільки люди, які мають публікації про свої здібності в ЗМІ, або мають документи, видані офіційними академічними організаціями, що підтверджують ці здібності.